# Changement, progrès, unité pour la Guinée
Changement, progrès, unité pour la Guinée (CPUG) est un parti politique guinéen créé en 2015  et dissout par le ministère de l'administration du territoire le 14 mars 2025.
Le parti est présidé par Ibrahima Sacko,.

## Historique

### Président
| Portrait | Prénoms et nom | Debut | Fin      |
| -------- | -------------- | ----- | -------- |
|          | Ibrahima Sacko | 2015  | En cours |

### Bureau
| Portrait | Prénoms et Nom      | Fonction                                                   | Debut |
| -------- | ------------------- | ---------------------------------------------------------- | ----- |
|          | Ibrahima Sacko      | Président                                                  | 2015  |
|          | Abdoul Aziz Kaba    | Vice-president                                             |       |
|          | Mamadou Mouctar Bah | Secrétaire général                                         |       |
|          | Aboud Amira         | Secrétaire chargée des finances et du budget               |       |
|          | Cheick Doumbouya    | Secrétaire chargé des rélations avec les partis politiques |       |